# Synidotea laticauda
Synidotea laticauda là một loài chân đều trong họ Idoteidae. Loài này được Benedict miêu tả khoa học năm 1897.